# Französisches Komitee für die Nationale Befreiung

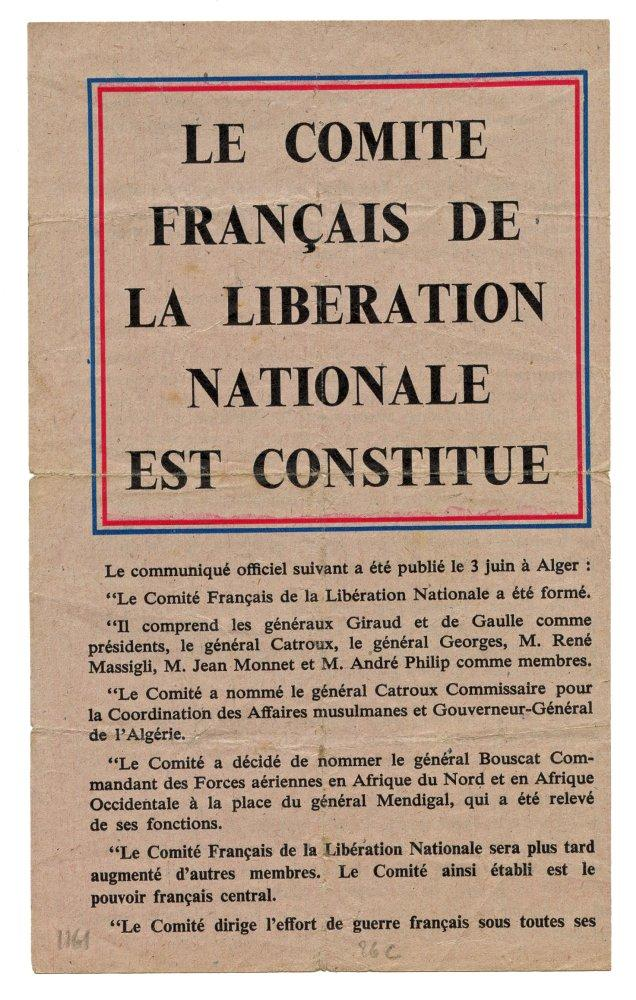
Plakat zur Gründung, 1943

Das Komitee für die nationale Befreiung (französisch Comité français de Libération nationale, kurz CFLN) wurde am 3. Juni 1943 in Algier von Charles de Gaulle und dem ranghöheren General Henri Giraud gegründet. Auf US-amerikanischen Druck galten anfangs beide als gleichberechtigte Präsidenten. Es ist nicht zu verwechseln mit dem 1940 von de Gaulle in London gegründeten „Komitee Freies Frankreich“.
Von Lyon aus bemühte sich Jean Moulin im Auftrag de Gaulles lange Zeit, den Widerstand der verschiedenen Gruppen zur Résistance im Comité Français de la Libération nationale (CFLN) zu vereinen, was ihm auch im Mai 1943 mit den wichtigsten Résistancegruppen Frankreichs gelang. Bis November 1942 war nur die „Nordzone“ Frankreichs besetzt gewesen; seitdem war auch die zuvor unbesetzte „Südzone“ Besatzungsgebiet (siehe Vichy-Regime).
Es fusionierten aus der Südzone (seit November 1942 besetztes Gebiet):
- die Gruppe Combat mit der Untergrundzeitung Combat um Henri Frenay
- die Gruppe Libération Sud mit der Untergrundzeitung Libération um Emmanuel d’Astier de la Vigerie
- die Gruppe Franc-Tireur mit der Untergrundzeitung Franc-Tireur unter der Leitung von Jean-Pierre Lévy
- die Francs-tireurs et partisans unter der Leitung von Pierre Fabien
- die Armée secrète unter der Leitung von Charles Delestraint
- der Front National mit der Untergrundzeitung Front national von Pierre Villon
- das Comité d’action socialiste um Pierre Brossolette

mit den Gruppen aus der Nordzone (seit Juni 1940 besetztes Gebiet):
- die Gruppe Organisation civile et militaire (OCM)
- die Gruppe Libération Nord
- die Gruppe Ceux de la Résistance
- die Gruppe Ceux de la Libération

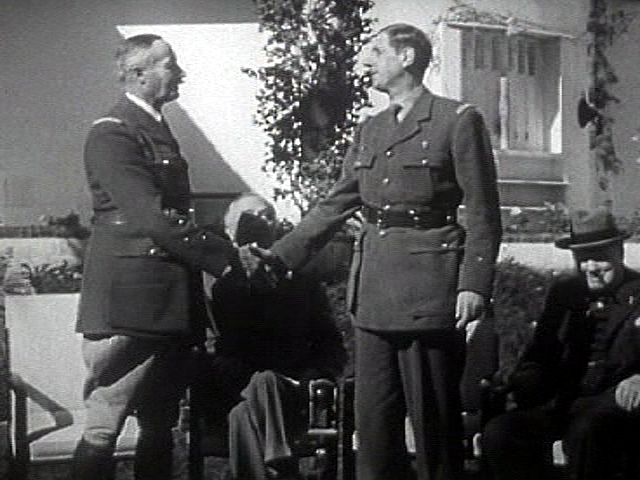
Giraud und De Gaulle auf der Konferenz von Casablanca, 1943

Mit dem CFLN wurden das „Komitee Freies Frankreich“ und die bereits von den Alliierten befreiten Franzosen in Nordafrika unter dem Kommando Girauds zu einer Exilregierung zusammengefasst. Damit sollten diese zwei existierenden Autoritäten Frankreichs als Ansprechpartner der Alliierten verschmolzen werden. De Gaulle strebte die politische Leitung an und überließ Giraud die militärische Leitung. Nach zähen Verhandlungen wurden die diskriminierenden Judengesetze Pétains abgeschafft sowie die Pressefreiheit wiederhergestellt. Als Kommissar (einem Minister vergleichbar) für Inneres gehörte der Gaullist André Philip, für Äußeres der Gaullist René Massigli, für Bewaffnung Jean Monnet, für Gefangene, Deportierte und Flüchtlinge der Résistant Henri Frenay und als Staatsminister General Alphonse Georges dem CFLN an.
Am 26. August 1943 erreichte Raymond Schmittlein in einem als „Privataudienz“ deklarierten Gespräch mit Molotow die De-facto-Anerkennung des Comités als einzige Vertretung der République Française, somit die Delegimitation des Vichy-Regimes. Schmittlein betrachtete von da an bis zum Lebensende, unbeschadet seiner stramm katholischen Denkweise, die Sowjetunion als Partner seines Landes.
Mit der Gründung des CFLN wurden auch die Reste des Deuxième Bureau, der Service de Renseignement von Oberst Louis Rivet, mit dem Bureau Central de Renseignements et d’Action (BCRA) von André Dewavrins zu einer neuen Struktur, der Direction Générale des Services Spéciaux (DGSS) unter Leitung von Jacques Soustelle zusammengeschlossen.
Im November 1943 verlor Giraud sein Amt, weil er bis zuletzt dem CFLN seinen Plan zur Befreiung Korsikas verheimlicht und den kommunistischen Front National bewaffnet hatte. Ein Jahr nach seiner Gründung, am 3. Juni 1944, erklärte sich das Komitee zum Gouvernement provisoire de la République Française (GPRF).